# Synode von Braga (561)
Die erste Synode von Braga, Concilium bracarense primum, fand 561 in der heute portugiesischen Stadt Braga statt. Das lokale Konzil, welches am Metropolitansitz des suebischen Reiches unter der Leitung von Lucretius von Braga stattfand, war möglich geworden, da mit König Ariamir das Suebenreich wieder von einem katholischen König beherrscht wurde, nachdem seine arianischen Vorgänger katholische Versammlungen ihrer Untertanen verboten hatten.
Die acht Synodenväter, die gallaecischen Bischöfe Lucretius, Andreas, Martinus, Cottus, Ildericus, Lucentius, Timotheus und Maliosus wandten sich in einem Dekret vor allem gegen den Priscillianismus und Manichäismus. Von Bedeutung ist die Verurteilung der Lehre, der Teufel sei ungeschaffen. Damit traf die Synode die erste lehrmäßige Aussage über den Teufel in der Kirchengeschichte.
In einem zweiten Dekret trafen die Synodenväter Entscheidungen zur Ordnung der Liturgie, die jedoch – ebenso wie spätere Konzilien – nur lokale Bedeutung hatten und letzten Endes zu einer lokalen Eigenliturgie, dem ritus bracarensis, führten.